# Escola dels noms
Mingjia o Escola de noms (xinès tradicional i simplificat: 名家, pinyin: míngjiā, literalment 'Escola de pensament dels noms' també dita Escola de les formes i els noms) va ser un corrent del pensament xinès de tipus sofista i dialèctic, sorgit a l'època dels Estats Combatents (479–221 aC), i del que no s'ha conservat gaire documentació.
Els seus seguidors es dedicaven a precisar les diferències entre conceptes universals i casos concrets, a debatre definicions i distincions, i a relacionar els mots (significants) amb les coses (significats). La comparació entre el nom d'una cosa o el títol d'un càrrec i el compliment de la funció implicada tindria molta importància per als legalistes (Fajia).
Estan relacionats amb aquesta escola:
- Huan Duan (V-IV aC), precursor
- Deng Xi († 501 aC), advocat i sofista capaç de defensar qualsevol de les parts d'un mateix plet i guanyar-les totes dues (va ser criticat pels legalistes per posar en dubte i fer impossible de complir les lleis)
- Hui Shi (actiu entre 350-260 aC), predicava la relativitat de les distincions i de les definicions, i la unitat bàsica de totes les coses; gran amic de Zhuangzi
- Gongson Long (actiu entre 284-259 aC), predicava les distincions entre conceptes universals i exemples concrets; autor de l'obra Un cavall blanc no és un cavall